# 精氨基琥珀酸
精氨基琥珀酸（英語：Argininosuccinic acid）是一種屬於胺基酸的化合物。有些細胞會從瓜氨酸及天冬氨酸合成此物質，並在尿素循環或瓜氨酸／一氧化氮過程中，作為精氨酸的前體。催化此過程的酶名為精氨基琥珀酸合酶。

## 內部連結
- 琥珀酸